# The Vatican Tapes
The Vatican Tapes este un film de groază regizat de Mark Neveldine după un scenariu de Chris Morgan. În rolurile principale au interpretat actorii Olivia Taylor Dudley, Michael Peña, Dougray Scott, Djimon Hounsou, Peter Andersson, Kathleen Robertson și John Patrick Amedori.
A fost produs de studiourile H2F Entertainment și Lakeshore Entertainment și a avut premiera la 24 iulie 2015, fiind distribuit de Lionsgate. Coloana sonoră a fost compusă de Joseph Bishara.
Cheltuielile de producție s-au ridicat la 13 milioane $ și a avut încasări de 13,5 milioane $.

## Distribuție

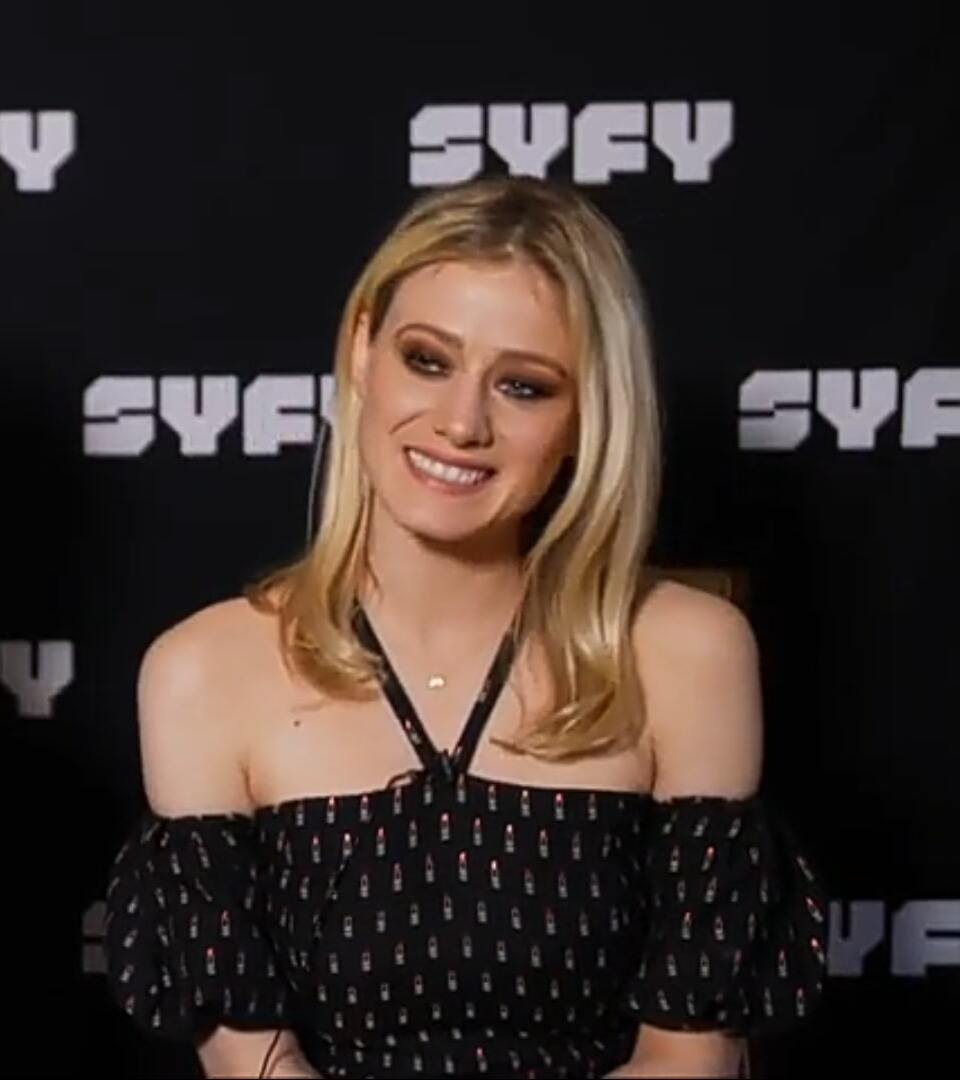
Olivia Taylor Dudley în 2018

Au interpretat actorii:
- Olivia Taylor Dudley - Angela
- Michael Peña[4] - părintele Oscar Lozano
- Dougray Scott - Roger, tatăl Angelei
- Djimon Hounsou - Vicar Imani
- Peter Andersson - Cardinal Mattias Bruun
- Kathleen Robertson - Dr. Richards, psihiatrul Angelei
- John Patrick Amedori - Peter "Pete" Smith, iubitul Angelei
- Michael Paré - Detectiv Harris
- Alex Sparrow - Rezident Kulik
- Cas Anvar - Dr. Fahti